# 1215
Portal Geschichte | Portal Biografien | Aktuelle Ereignisse | Jahreskalender | Tagesartikel

◄ |
12. Jahrhundert |
13. Jahrhundert
| 14. Jahrhundert | ►

◄ |
1180er |
1190er |
1200er |
1210er
| 1220er | 1230er | 1240er | ►

◄◄ |
◄ |
1211 |
1212 |
1213 |
1214 |
1215
| 1216 | 1217 | 1218 | 1219 | ► | ►►
Staatsoberhäupter  · Nekrolog
| Januar | Januar | Januar | Januar | Januar | Januar | Januar | Januar |
| Kw     | Mo     | Di     | Mi     | Do     | Fr     | Sa     | So     |
| ------ | ------ | ------ | ------ | ------ | ------ | ------ | ------ |
| 1      |        |        |        | 1      | 2      | 3      | 4      |
| 2      | 5      | 6      | 7      | 8      | 9      | 10     | 11     |
| 3      | 12     | 13     | 14     | 15     | 16     | 17     | 18     |
| 4      | 19     | 20     | 21     | 22     | 23     | 24     | 25     |
| 5      | 26     | 27     | 28     | 29     | 30     | 31     |        |

| Februar | Februar | Februar | Februar | Februar | Februar | Februar | Februar |
| Kw      | Mo      | Di      | Mi      | Do      | Fr      | Sa      | So      |
| ------- | ------- | ------- | ------- | ------- | ------- | ------- | ------- |
| 5       |         |         |         |         |         |         | 1       |
| 6       | 2       | 3       | 4       | 5       | 6       | 7       | 8       |
| 7       | 9       | 10      | 11      | 12      | 13      | 14      | 15      |
| 8       | 16      | 17      | 18      | 19      | 20      | 21      | 22      |
| 9       | 23      | 24      | 25      | 26      | 27      | 28      |         |

| März | März | März | März | März | März | März | März |
| Kw   | Mo   | Di   | Mi   | Do   | Fr   | Sa   | So   |
| ---- | ---- | ---- | ---- | ---- | ---- | ---- | ---- |
| 9    |      |      |      |      |      |      | 1    |
| 10   | 2    | 3    | 4    | 5    | 6    | 7    | 8    |
| 11   | 9    | 10   | 11   | 12   | 13   | 14   | 15   |
| 12   | 16   | 17   | 18   | 19   | 20   | 21   | 22   |
| 13   | 23   | 24   | 25   | 26   | 27   | 28   | 29   |
| 14   | 30   | 31   |      |      |      |      |      |

| April | April | April | April | April | April | April | April |
| Kw    | Mo    | Di    | Mi    | Do    | Fr    | Sa    | So    |
| ----- | ----- | ----- | ----- | ----- | ----- | ----- | ----- |
| 14    |       |       | 1     | 2     | 3     | 4     | 5     |
| 15    | 6     | 7     | 8     | 9     | 10    | 11    | 12    |
| 16    | 13    | 14    | 15    | 16    | 17    | 18    | 19    |
| 17    | 20    | 21    | 22    | 23    | 24    | 25    | 26    |
| 18    | 27    | 28    | 29    | 30    |       |       |       |

| Mai | Mai | Mai | Mai | Mai | Mai | Mai | Mai |
| Kw  | Mo  | Di  | Mi  | Do  | Fr  | Sa  | So  |
| --- | --- | --- | --- | --- | --- | --- | --- |
| 18  |     |     |     |     | 1   | 2   | 3   |
| 19  | 4   | 5   | 6   | 7   | 8   | 9   | 10  |
| 20  | 11  | 12  | 13  | 14  | 15  | 16  | 17  |
| 21  | 18  | 19  | 20  | 21  | 22  | 23  | 24  |
| 22  | 25  | 26  | 27  | 28  | 29  | 30  | 31  |

| Juni | Juni | Juni | Juni | Juni | Juni | Juni | Juni |
| Kw   | Mo   | Di   | Mi   | Do   | Fr   | Sa   | So   |
| ---- | ---- | ---- | ---- | ---- | ---- | ---- | ---- |
| 23   | 1    | 2    | 3    | 4    | 5    | 6    | 7    |
| 24   | 8    | 9    | 10   | 11   | 12   | 13   | 14   |
| 25   | 15   | 16   | 17   | 18   | 19   | 20   | 21   |
| 26   | 22   | 23   | 24   | 25   | 26   | 27   | 28   |
| 27   | 29   | 30   |      |      |      |      |      |

| Juli | Juli | Juli | Juli | Juli | Juli | Juli | Juli |
| Kw   | Mo   | Di   | Mi   | Do   | Fr   | Sa   | So   |
| ---- | ---- | ---- | ---- | ---- | ---- | ---- | ---- |
| 27   |      |      | 1    | 2    | 3    | 4    | 5    |
| 28   | 6    | 7    | 8    | 9    | 10   | 11   | 12   |
| 29   | 13   | 14   | 15   | 16   | 17   | 18   | 19   |
| 30   | 20   | 21   | 22   | 23   | 24   | 25   | 26   |
| 31   | 27   | 28   | 29   | 30   | 31   |      |      |

| August | August | August | August | August | August | August | August |
| Kw     | Mo     | Di     | Mi     | Do     | Fr     | Sa     | So     |
| ------ | ------ | ------ | ------ | ------ | ------ | ------ | ------ |
| 31     |        |        |        |        |        | 1      | 2      |
| 32     | 3      | 4      | 5      | 6      | 7      | 8      | 9      |
| 33     | 10     | 11     | 12     | 13     | 14     | 15     | 16     |
| 34     | 17     | 18     | 19     | 20     | 21     | 22     | 23     |
| 35     | 24     | 25     | 26     | 27     | 28     | 29     | 30     |
| 36     | 31     |        |        |        |        |        |        |

| September | September | September | September | September | September | September | September |
| Kw        | Mo        | Di        | Mi        | Do        | Fr        | Sa        | So        |
| --------- | --------- | --------- | --------- | --------- | --------- | --------- | --------- |
| 36        |           | 1         | 2         | 3         | 4         | 5         | 6         |
| 37        | 7         | 8         | 9         | 10        | 11        | 12        | 13        |
| 38        | 14        | 15        | 16        | 17        | 18        | 19        | 20        |
| 39        | 21        | 22        | 23        | 24        | 25        | 26        | 27        |
| 40        | 28        | 29        | 30        |           |           |           |           |

| Oktober | Oktober | Oktober | Oktober | Oktober | Oktober | Oktober | Oktober |
| Kw      | Mo      | Di      | Mi      | Do      | Fr      | Sa      | So      |
| ------- | ------- | ------- | ------- | ------- | ------- | ------- | ------- |
| 40      |         |         |         | 1       | 2       | 3       | 4       |
| 41      | 5       | 6       | 7       | 8       | 9       | 10      | 11      |
| 42      | 12      | 13      | 14      | 15      | 16      | 17      | 18      |
| 43      | 19      | 20      | 21      | 22      | 23      | 24      | 25      |
| 44      | 26      | 27      | 28      | 29      | 30      | 31      |         |

| November | November | November | November | November | November | November | November |
| Kw       | Mo       | Di       | Mi       | Do       | Fr       | Sa       | So       |
| -------- | -------- | -------- | -------- | -------- | -------- | -------- | -------- |
| 44       |          |          |          |          |          |          | 1        |
| 45       | 2        | 3        | 4        | 5        | 6        | 7        | 8        |
| 46       | 9        | 10       | 11       | 12       | 13       | 14       | 15       |
| 47       | 16       | 17       | 18       | 19       | 20       | 21       | 22       |
| 48       | 23       | 24       | 25       | 26       | 27       | 28       | 29       |
| 49       | 30       |          |          |          |          |          |          |

| Dezember | Dezember | Dezember | Dezember | Dezember | Dezember | Dezember | Dezember |
| Kw       | Mo       | Di       | Mi       | Do       | Fr       | Sa       | So       |
| -------- | -------- | -------- | -------- | -------- | -------- | -------- | -------- |
| 49       |          | 1        | 2        | 3        | 4        | 5        | 6        |
| 50       | 7        | 8        | 9        | 10       | 11       | 12       | 13       |
| 51       | 14       | 15       | 16       | 17       | 18       | 19       | 20       |
| 52       | 21       | 22       | 23       | 24       | 25       | 26       | 27       |
| 53       | 28       | 29       | 30       | 31       |          |          |          |

| Januar | Januar | Januar | Januar | Januar | Januar | Januar | Januar |
| Kw     | Mo     | Di     | Mi     | Do     | Fr     | Sa     | So     |
| ------ | ------ | ------ | ------ | ------ | ------ | ------ | ------ |
| 1      |        |        |        | 1      | 2      | 3      | 4      |
| 2      | 5      | 6      | 7      | 8      | 9      | 10     | 11     |
| 3      | 12     | 13     | 14     | 15     | 16     | 17     | 18     |
| 4      | 19     | 20     | 21     | 22     | 23     | 24     | 25     |
| 5      | 26     | 27     | 28     | 29     | 30     | 31     |        |

| Februar | Februar | Februar | Februar | Februar | Februar | Februar | Februar |
| Kw      | Mo      | Di      | Mi      | Do      | Fr      | Sa      | So      |
| ------- | ------- | ------- | ------- | ------- | ------- | ------- | ------- |
| 5       |         |         |         |         |         |         | 1       |
| 6       | 2       | 3       | 4       | 5       | 6       | 7       | 8       |
| 7       | 9       | 10      | 11      | 12      | 13      | 14      | 15      |
| 8       | 16      | 17      | 18      | 19      | 20      | 21      | 22      |
| 9       | 23      | 24      | 25      | 26      | 27      | 28      |         |

| März | März | März | März | März | März | März | März |
| Kw   | Mo   | Di   | Mi   | Do   | Fr   | Sa   | So   |
| ---- | ---- | ---- | ---- | ---- | ---- | ---- | ---- |
| 9    |      |      |      |      |      |      | 1    |
| 10   | 2    | 3    | 4    | 5    | 6    | 7    | 8    |
| 11   | 9    | 10   | 11   | 12   | 13   | 14   | 15   |
| 12   | 16   | 17   | 18   | 19   | 20   | 21   | 22   |
| 13   | 23   | 24   | 25   | 26   | 27   | 28   | 29   |
| 14   | 30   | 31   |      |      |      |      |      |

| April | April | April | April | April | April | April | April |
| Kw    | Mo    | Di    | Mi    | Do    | Fr    | Sa    | So    |
| ----- | ----- | ----- | ----- | ----- | ----- | ----- | ----- |
| 14    |       |       | 1     | 2     | 3     | 4     | 5     |
| 15    | 6     | 7     | 8     | 9     | 10    | 11    | 12    |
| 16    | 13    | 14    | 15    | 16    | 17    | 18    | 19    |
| 17    | 20    | 21    | 22    | 23    | 24    | 25    | 26    |
| 18    | 27    | 28    | 29    | 30    |       |       |       |

| Mai | Mai | Mai | Mai | Mai | Mai | Mai | Mai |
| Kw  | Mo  | Di  | Mi  | Do  | Fr  | Sa  | So  |
| --- | --- | --- | --- | --- | --- | --- | --- |
| 18  |     |     |     |     | 1   | 2   | 3   |
| 19  | 4   | 5   | 6   | 7   | 8   | 9   | 10  |
| 20  | 11  | 12  | 13  | 14  | 15  | 16  | 17  |
| 21  | 18  | 19  | 20  | 21  | 22  | 23  | 24  |
| 22  | 25  | 26  | 27  | 28  | 29  | 30  | 31  |

| Juni | Juni | Juni | Juni | Juni | Juni | Juni | Juni |
| Kw   | Mo   | Di   | Mi   | Do   | Fr   | Sa   | So   |
| ---- | ---- | ---- | ---- | ---- | ---- | ---- | ---- |
| 23   | 1    | 2    | 3    | 4    | 5    | 6    | 7    |
| 24   | 8    | 9    | 10   | 11   | 12   | 13   | 14   |
| 25   | 15   | 16   | 17   | 18   | 19   | 20   | 21   |
| 26   | 22   | 23   | 24   | 25   | 26   | 27   | 28   |
| 27   | 29   | 30   |      |      |      |      |      |

| Juli | Juli | Juli | Juli | Juli | Juli | Juli | Juli |
| Kw   | Mo   | Di   | Mi   | Do   | Fr   | Sa   | So   |
| ---- | ---- | ---- | ---- | ---- | ---- | ---- | ---- |
| 27   |      |      | 1    | 2    | 3    | 4    | 5    |
| 28   | 6    | 7    | 8    | 9    | 10   | 11   | 12   |
| 29   | 13   | 14   | 15   | 16   | 17   | 18   | 19   |
| 30   | 20   | 21   | 22   | 23   | 24   | 25   | 26   |
| 31   | 27   | 28   | 29   | 30   | 31   |      |      |

| August | August | August | August | August | August | August | August |
| Kw     | Mo     | Di     | Mi     | Do     | Fr     | Sa     | So     |
| ------ | ------ | ------ | ------ | ------ | ------ | ------ | ------ |
| 31     |        |        |        |        |        | 1      | 2      |
| 32     | 3      | 4      | 5      | 6      | 7      | 8      | 9      |
| 33     | 10     | 11     | 12     | 13     | 14     | 15     | 16     |
| 34     | 17     | 18     | 19     | 20     | 21     | 22     | 23     |
| 35     | 24     | 25     | 26     | 27     | 28     | 29     | 30     |
| 36     | 31     |        |        |        |        |        |        |

| September | September | September | September | September | September | September | September |
| Kw        | Mo        | Di        | Mi        | Do        | Fr        | Sa        | So        |
| --------- | --------- | --------- | --------- | --------- | --------- | --------- | --------- |
| 36        |           | 1         | 2         | 3         | 4         | 5         | 6         |
| 37        | 7         | 8         | 9         | 10        | 11        | 12        | 13        |
| 38        | 14        | 15        | 16        | 17        | 18        | 19        | 20        |
| 39        | 21        | 22        | 23        | 24        | 25        | 26        | 27        |
| 40        | 28        | 29        | 30        |           |           |           |           |

| Oktober | Oktober | Oktober | Oktober | Oktober | Oktober | Oktober | Oktober |
| Kw      | Mo      | Di      | Mi      | Do      | Fr      | Sa      | So      |
| ------- | ------- | ------- | ------- | ------- | ------- | ------- | ------- |
| 40      |         |         |         | 1       | 2       | 3       | 4       |
| 41      | 5       | 6       | 7       | 8       | 9       | 10      | 11      |
| 42      | 12      | 13      | 14      | 15      | 16      | 17      | 18      |
| 43      | 19      | 20      | 21      | 22      | 23      | 24      | 25      |
| 44      | 26      | 27      | 28      | 29      | 30      | 31      |         |

| November | November | November | November | November | November | November | November |
| Kw       | Mo       | Di       | Mi       | Do       | Fr       | Sa       | So       |
| -------- | -------- | -------- | -------- | -------- | -------- | -------- | -------- |
| 44       |          |          |          |          |          |          | 1        |
| 45       | 2        | 3        | 4        | 5        | 6        | 7        | 8        |
| 46       | 9        | 10       | 11       | 12       | 13       | 14       | 15       |
| 47       | 16       | 17       | 18       | 19       | 20       | 21       | 22       |
| 48       | 23       | 24       | 25       | 26       | 27       | 28       | 29       |
| 49       | 30       |          |          |          |          |          |          |

| Dezember | Dezember | Dezember | Dezember | Dezember | Dezember | Dezember | Dezember |
| Kw       | Mo       | Di       | Mi       | Do       | Fr       | Sa       | So       |
| -------- | -------- | -------- | -------- | -------- | -------- | -------- | -------- |
| 49       |          | 1        | 2        | 3        | 4        | 5        | 6        |
| 50       | 7        | 8        | 9        | 10       | 11       | 12       | 13       |
| 51       | 14       | 15       | 16       | 17       | 18       | 19       | 20       |
| 52       | 21       | 22       | 23       | 24       | 25       | 26       | 27       |
| 53       | 28       | 29       | 30       | 31       |          |          |          |

## Ereignisse

### Politik und Weltgeschehen

#### Asien

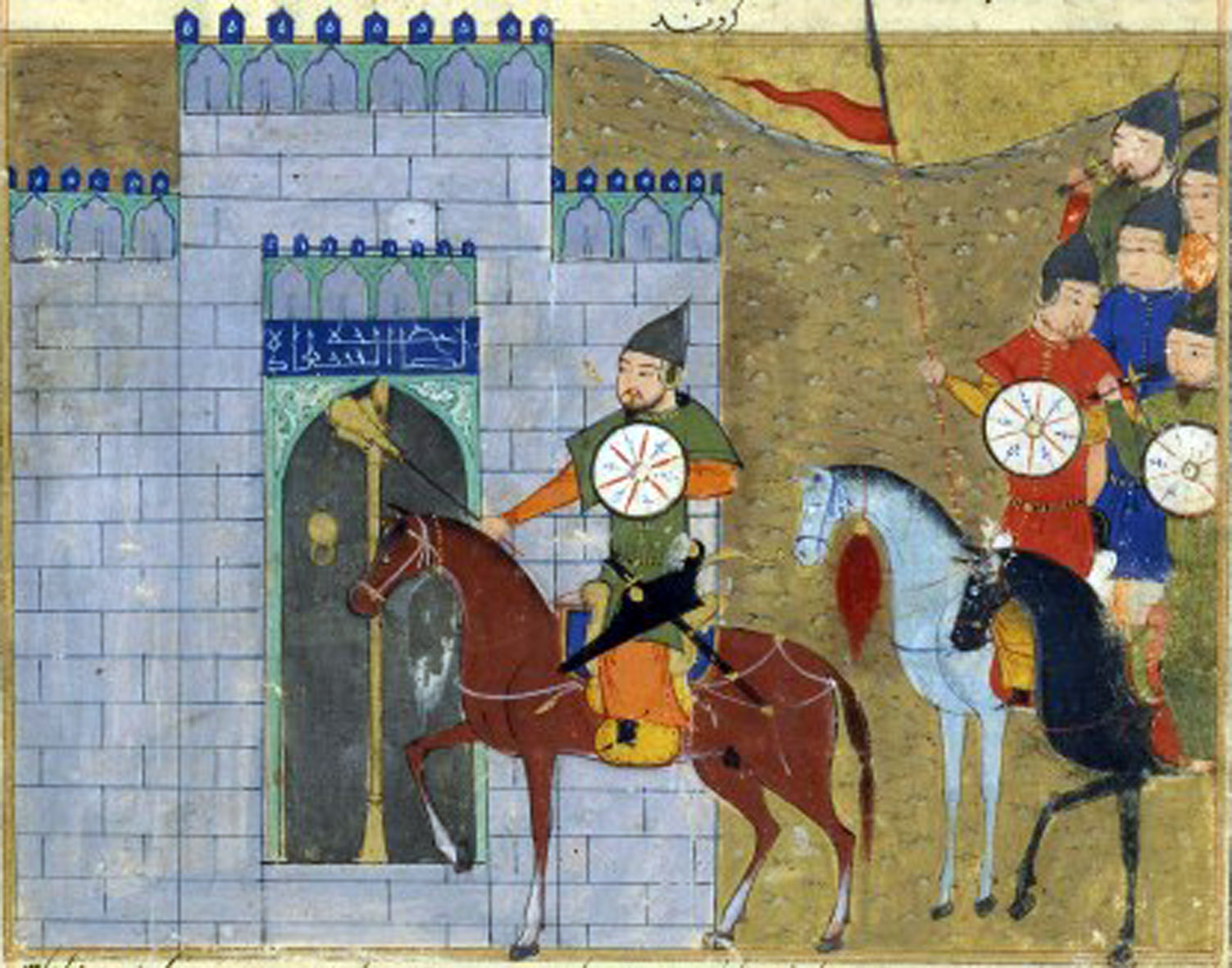
Darstellung der Belagerung von Peking im Dschami' at-tawarich

- 1. Juni: Die Belagerung von Peking endet mit der Einnahme der Stadt durch die Mongolen unter Dschingis Khan. Der chinesische Herrscher der Jin-Dynastie, Xuānzōng, kann rechtzeitig vor Pekings Eroberung nach Kaifeng ausweichen.

#### Königreich England
- 6. Januar: Rebellische englische Barone treten in London bewaffnet vor König Johann Ohneland und tragen ihm ihre Forderungen vor. Dabei berufen sie sich vor allem auf die Charter of Liberties aus dem Jahr 1100. Johann vereinbart mit ihnen ein Verhandlungstreffen am 26. April in Northampton. Beide Seiten setzen danach ihre Vorbereitungen für einen Bürgerkrieg fort.
- 4. März: Der englische König Johann Ohneland verkündet einen Kreuzzug nach Palästina und zieht dafür Truppen zusammen.
- 3. Mai: Nachdem Johann am 26. April nicht zum vereinbarten Treffpunkt erschienen ist, kündigen die anwesenden Barone ihm ihre Lehenstreue auf. Sie beginnen mit der Belagerung von Northampton Castle.
- 17. Mai: Die City of London öffnet den Rebellen ihre Tore, obwohl Johann der Stadt kurz zuvor das Privileg verliehen hat, ihren Bürgermeister selbst zu wählen. Auch in Wales erobern rebellische Fürsten weite Gebiete.
- 27. Mai: Die Bürgerkriegsparteien vereinbaren auf Vermittlung von Erzbischof Stephen Langton einen Waffenstillstand.
- 15. Juni: Der englische König Johann Ohneland unterzeichnet in Runnymede nach einem Aufstand der Barone die Magna Charta libertatum. Die meisten Barone erneuern daraufhin am 19. Juni ihre Lehenseide vor Johann, der Bürgerkrieg ist vorläufig beendet.
- 24. August: Papst Innozenz III. verwirft die vom englischen König Johann Ohneland innenpolitisch ausgehandelte Magna Carta und droht den ihr Gehorchenden die Exkommunikation an. König Johann setzt sich darauf offen über ihre Bestimmungen hinweg.

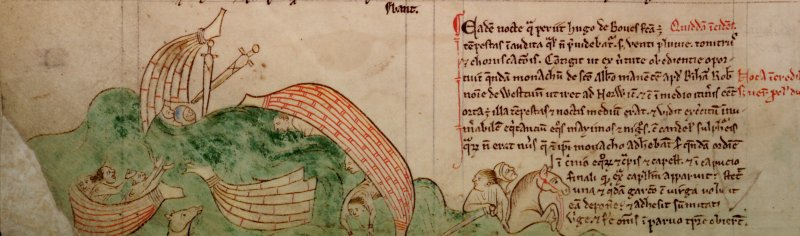
Hugo von Boves ertrinkt an der Küste von Suffolk, Darstellung aus der Chronica Majora des Matthäus Paris

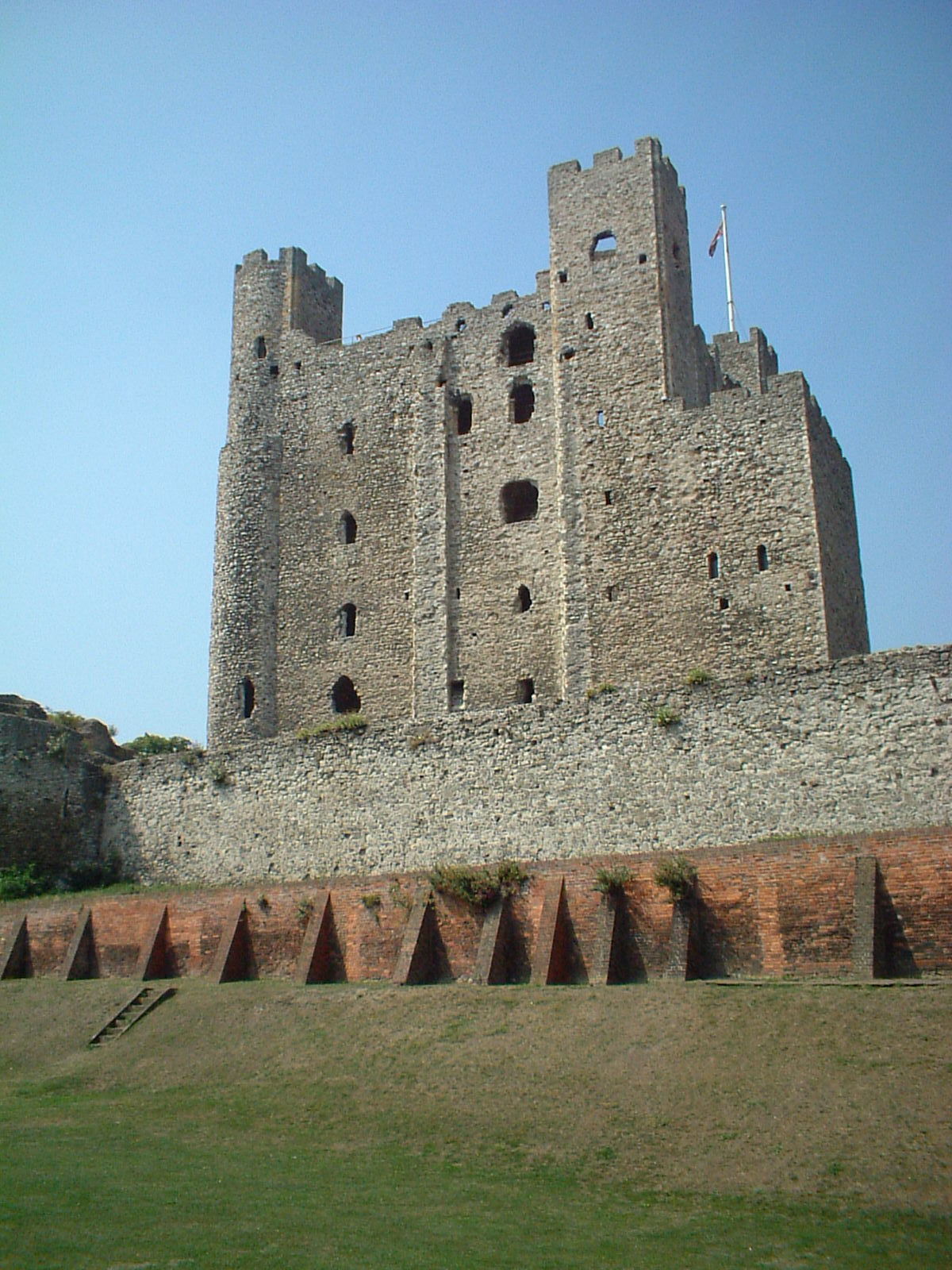
Der Keep von Rochester Castle

- September: Truppen unter dem Befehl von Hugo von Boves, die Johann aus Flandern zur Verstärkung nach England holen will, geraten auf dem Kanal in einen Sturm. Zahlreiche Schiffe sinken, und die Besatzungen kommen ums Leben. Die Rebellen nutzen diese Schwäche des Königs aus. Sie wenden sich an den französischen König Philipp II. und bieten dessen Sohn Ludwig die englische Krone an. In einem Vorstoß von London aus besetzen sie Rochester Castle, der nach Dover Castle mächtigsten Burg in Kent. Reginald of Cornhill, einst ein treuer Gefolgsmann des Königs, öffnet ihnen die Tore.
- 30. November: Johann Ohneland erobert Rochester Castle zurück.
- Ende November: Die Vorhut eines französischen Invasionsheeres unter dem Befehl von Kronprinz Ludwig landet in Südengland.
- Anfang Dezember: Eine Abordnung von 25 Baronen übergibt Northumberland, Cumberland und Westmorland an den schottischen König Alexander II. In Wales vereint Llywelyn ab Iorwerth sieben andere walisische Fürsten hinter sich und kann so in drei Wochen weite Teile von Südwales mit sieben Burgen erobern, darunter Cardigan und Carmarthen Castle.

#### Albigenserkreuzzug
- 8. Januar: Der päpstliche Legat Robert de Courçon ruft in Montpellier ein Konzil ein, das über die politische Ordnung Okzitaniens und des Languedoc entscheiden soll. Der einheimische Klerus votiert dort für eine Enteignung Raimunds VI., dessen Ländereien und Titel auf Simon de Montfort, den Anführer des Albigenserkreuzzuges, übertragen werden sollten. Papst Innozenz vertagt die Angelegenheit jedoch auf das Vierte Laterankonzil im Herbst.
- Anfang Juli: Simon de Montfort erobert Toulouse, die Hauptstadt der Grafschaft Toulouse.
- 30. November: Das Vierte Laterankonzil beschließt die formelle Absetzung Raimunds VI. und die Einsetzung Simons de Montfort in alle Rechte eines Grafen von Toulouse, mit Ausnahme des Agenais, dass dem jungen Raimund VII. als Erbe seiner Mutter übergeben werden soll.

#### Heiliges Römisches Reich
- 25. Juli: Friedrich II. wird in Aachen vom Mainzer Erzbischof Siegfried II. von Eppstein erneut zum König gekrönt. Anlässlich seiner Krönung schwört der römisch-deutsche König, im Zeichen des Kreuzes in den Krieg zu ziehen. Er ist als Sohn Konstanze von Sizilien bereits seit 1198 Herrscher des weite Teile Süditaliens umfassenden Königreich Sizilien.
- November: Auf dem Vierten Laterankonzil wird Friedrich als römisch-deutscher König anerkannt und die Aufhebung der Exkommunikation seines Widersachers Otto IV. abgelehnt.

#### Ungarn
- Februar: Der ungarische König Andreas II. heiratet in Székesfehérvár seine zweite Frau Jolante von Courtenay.

#### Kreuzfahrerstaaten

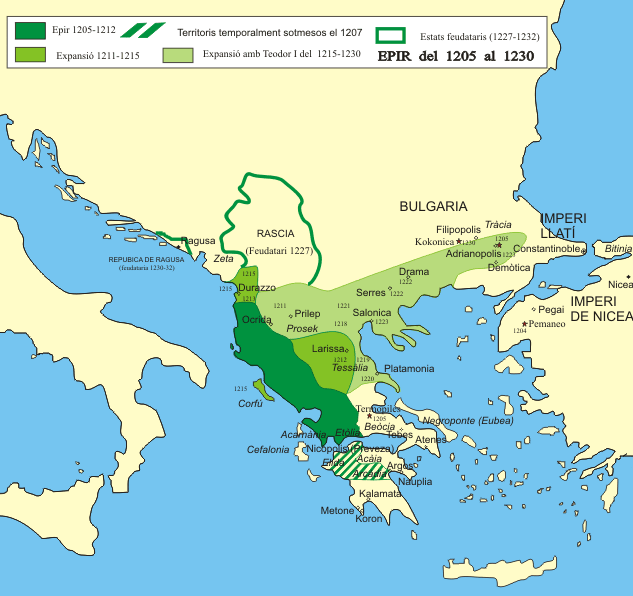
Das Despotat Epirus 1205–1230

- Michael I. Komnenos Dukas, Despot von Epirus, wird von einem Diener ermordet. Nachfolger wird sein Halbbruder Theodoros I. Komnenos Dukas, der eine expansive Politik gegen das Königreich Thessaloniki beginnt. Michaels gleichnamiger unehelicher Sohn geht ins Exil ins Fürstentum Achaia auf den Peloponnes.
- Im Laufe des 4. Kreuzzugs werden die Ionischen Inseln von der Republik Venedig erobert und fortan als Levantinische Inseln bezeichnet. Jede Insel bekommt eine Ratsversammlung, die aus dem erblichen Adel gebildet wird. Die Tocci stellen den Gouverneur von Korfu, die Orsini regieren die Pfalzgrafschaft Kefalonia.

#### Stadtrechte und urkundliche Ersterwähnungen
- Erste urkundliche Erwähnung von Mahlberg, Monthey und Ramstein
- Nördlingen wird freie Reichsstadt.

### Kultur und Gesellschaft

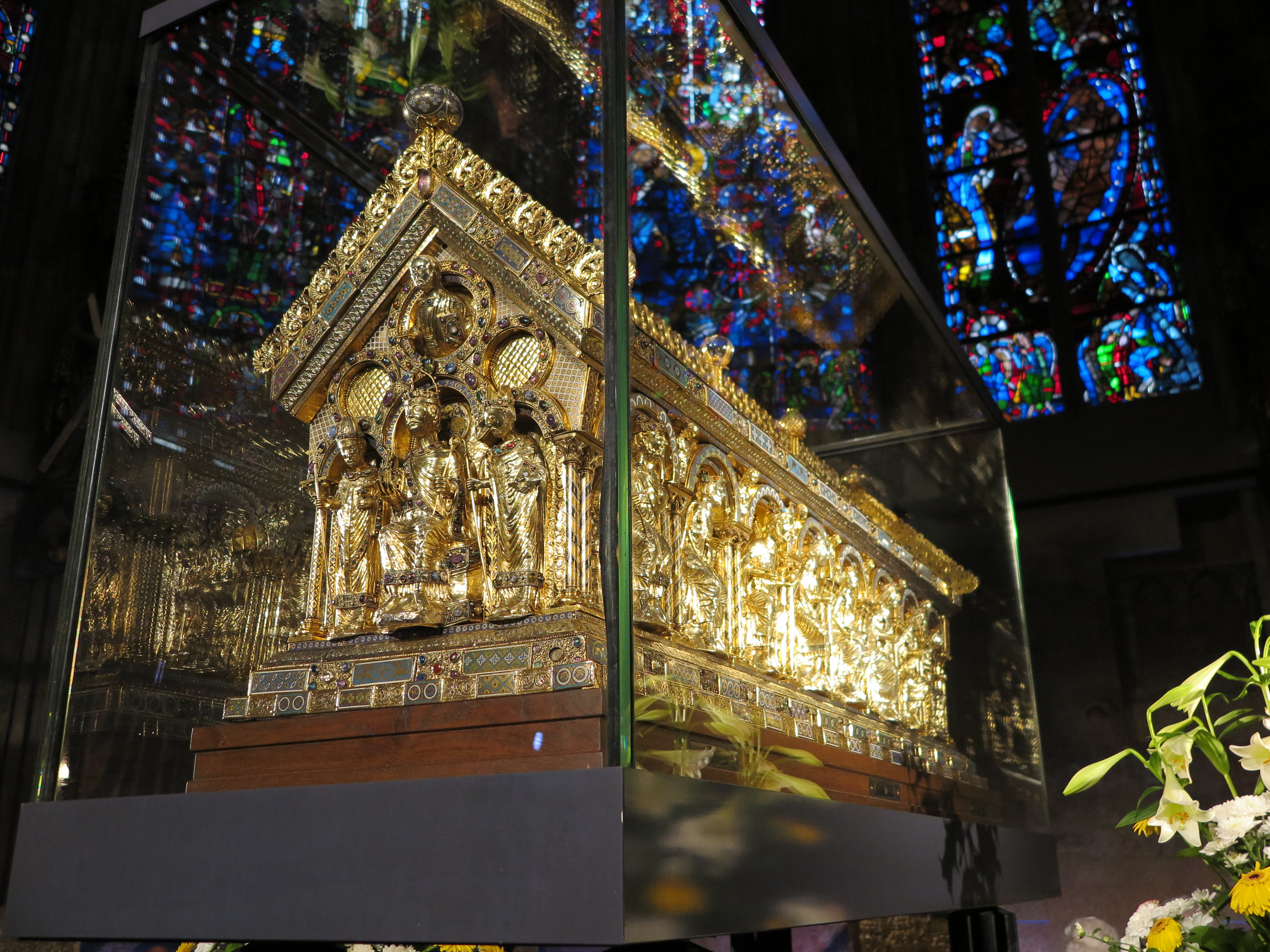
Karlsschrein im Aachener Dom

- Aachener Goldschmiede fertigen im Auftrag von König Friedrich II. den Karlsschrein. Friedrich vollzieht persönlich die Überführung der Gebeine Karls des Großen und die Schließung des Schreins am 27. Juli.
- Winter: Thomasîn von Zerclaere schreibt in zehn Monaten das erste monumentale Lehrgedicht des Mittelalters in deutscher Sprache, den mehr als 14.700 Verse umfassenden Wälschen Gast.
- Der Stricker verfasst den phantastischen Artusroman Daniel vom blühenden Tal.
- um 1215: In Bologna schließen sich die Studenten der drei Schulen zu zwei ‚Nationes‘ zusammen.
- um 1215: Erste Apotheken in deutschen Städten

### Religion

#### Viertes Laterankonzil

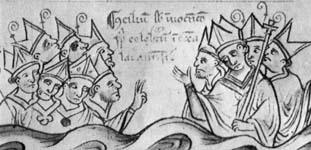
Viertes Laterankonzil

- 11. November: Das Vierte Laterankonzil beginnt im römischen Lateran.
- November: Viertes Laterankonzil, einige der Beschlüsse:
  - die Königswahl Friedrichs II. wird anerkannt und Otto IV. für abgesetzt erklärt,
  - die Auslieferung der verurteilten Albigenser an die weltliche Gewalt wird gefordert,
  - die Augustinusregel wird bestätigt,
  - Joachim von Fiores Ansichten zur Trinität als Tritheismus werden verworfen,
  - einige der bisher üblichen Gottesurteile wie die Wasserprobe werden verboten,
  - die Transsubstantiationslehre wird dogmatisiert.
  - Außerdem wird das Beichtgeheimnis erstmals allgemeinkirchlich formuliert.

#### Weiteres
- Dominikus de Guzmán gründet während des Albigenserkreuzzugs in Toulouse einen Predigerorden mit dem Zweck, „die katholische Lehre zu verbreiten und die Häresie zu bekämpfen“. Sie übernehmen die Augustinusregel.
- Das Lateinische Patriarchat von Alexandria wird unter Papst Innozenz III. als Titularpatriarchat eingerichtet. Die ihm zugeordnete Patriarchalbasilika in Rom ist Sankt Paul vor den Mauern. Der Titel Patriarch von Alexandria symbolisiert den Anspruch der römisch-katholischen Kirche auf diesen traditionellen Patriarchatssitz des Ostens.
- Die Äbte der Abtei Ellwangen werden Reichsfürsten.

## Geboren

### Geburtsdatum gesichert

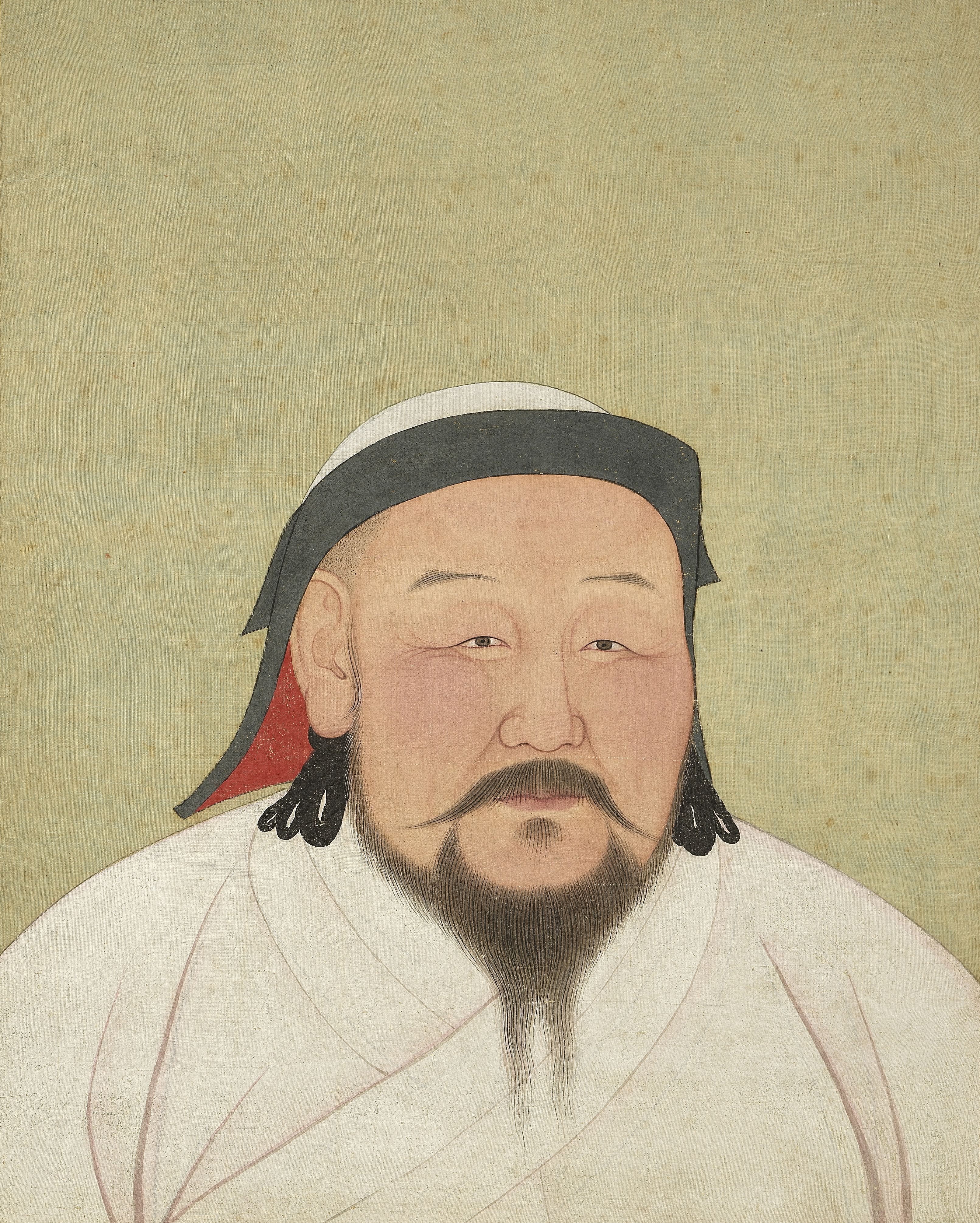
Kublai Khan

- 23. September: Kublai Khan, Großkhan der Mongolen, Kaiser von China und Gründer der Yuan-Dynastie († 1294)

### Genaues Geburtsdatum unbekannt
- David VII., König von Georgien († 1270)
- Beatrix von Este, Königin von Ungarn († 1245)
- Berthold von Hohenburg, Markgraf von Vohburg-Hohenburg († 1256/57)
- Heinrich II., Fürst von Anhalt-Aschersleben († 1266)
- Ibn Kammuna, jüdischer Philosoph, Theologe und Arzt († 1284)
- Johann I., Graf von Dreux und Braine († 1249)
- Johann von Jaffa, Graf von Jaffa, Herr von Ramla und Bailli von Jerusalem († 1266)
- Maria von Antiochia-Armenien, antiochenische Prinzessin, Thronprätendentin von Armenien und Herrin von Toron und Herrin von Tyrus († um 1250)
- Mathilde, Gräfin von Saarbrücken († 1274)
- Otto III., Markgraf von Brandenburg († 1267)

### Geboren um 1215
- 1210/1215: Meister Gerhard, erster Kölner Dombaumeister († um 1271)
- 1210/1215: Gertrud von Babenberg, Landgräfin von Thüringen († 1241)
- Albert I. von Pietengau, Bischof von Regensburg († 1260/62)
- Alexander Comyn, 6. Earl of Buchan, schottischer Adeliger, Guardian of Scotland († 1289)
- Agnes von Andechs, Herzogin von Österreich, Steiermark und Kärnten († 1263)
- Dafydd ap Llywelyn, Fürst des walisischen Fürstentums Gwynedd († 1246)
- Eleanor von England, englische Prinzessin aus dem Hause Plantagenet
- Emich IV., Graf von Leiningen († vor 1279)
- Heinrich der Erlauchte, Markgraf von Meißen, Markgraf der Lausitz, Landgraf von Thüringen und Pfalzgraf von Sachsen († 1288)
- Heinrich von Bolanden, Mitglied des Trierer Domkapitels († 1286)
- Hugh d’Aubigny, 5. Earl of Arundel, englischer Magnat († 1243)
- Mécia Lópes de Haro, Königin von Portugal († um 1270)
- Otto II., Graf von Geldern († 1271)
- Robert Kilwardby, Erzbischof von Canterbury und Kardinalbischof von Porto und Santa Rufina († 1279)
- Roger of Leybourne, englischer Militär und Ritter († 1271)
- Wilhelm von Moerbeke, flämischer Geistlicher und Übersetzer († 1286)
- zwischen 1215 und 1220: Wilhelm von Rubruk, flämischer franziskanischer Missionar und Forschungsreisender († um 1270)

## Gestorben

### Todesdatum gesichert
- 3. Februar: Eustace, Lordkanzler von England und Bischof von Ely
- 6. Februar: Hōjō Tokimasa, japanischer Fürst (* 1138)
- 9. Juni: Mangold von Berg, Abt der Klöster von St. Georgen, Kremsmünster, Tegernsee und Bischof von Passau (* 1140er/50er)
- 1. August: Eisai, Gründer der Rinzai-Schule des japanischen Zen-Buddhismus (* 1141)
- 1. September: Otto I. von Geldern, Bischof von Utrecht (* um 1194)
- 14. November: Philipp von Ratzeburg, Bischof von Ratzeburg und Prämonstratenser
- 17. November: Giles de Braose, Bischof von Hereford (* um 1176)

### Genaues Todesdatum unbekannt
- September: Hugo von Boves, französischer Ritter
- vor 20. Dezember: William Malet, englischer Adliger und Rebell (* um 1175)
- Manfred II., Markgraf von Saluzzo (* 1140)
- Michael I. Komnenos Dukas, Despot von Epiros
- Roncelin von Marseille, Abt des Klosters Sankt Viktor in Marseille
- Thalibaldus, lettischer Ältester von Trikāta

### Gestorben um 1215
- Esclarmonde de Foix, okzitanische Katharerin